# Неа Лава
Вижте пояснителната страница за други значения на Лаваница.
Неа Лава (на гръцки: Νέα Λάβα) е село в Република Гърция, част от дем Сервия в област Западна Македония.

## География
Селото е разположено на 460 m надморска височина, на 1 km северозападно от град Сервия и на практика е негов квартал.

## История
Селото е основано в 70-те години от жители на старото село Лава (Лаваница), разположено южно в планината Шапка (Титарос).
| Година    | 1913 | 1920 | 1928 | 1940 | 1951 | 1961 | 1971 | 1981 | 1991 | 2001 | 2011 | 2021 |
| --------- | ---- | ---- | ---- | ---- | ---- | ---- | ---- | ---- | ---- | ---- | ---- | ---- |
| Население |      |      |      |      |      |      |      | 565  | 574  | 1175 | 560  | 497  |